# M/S Lea Elisabeth
M/S Lea Elisabeth, tidigare Fosningen, Sogneprins, Samsø Expressen, och Issehoved, är en passagerarfärja som sedan 2019 trafikerar HH-leden mellan Helsingborg och Helsingör samt Köpenhamn och andra destinationer runt Öresund tillsammans med fartygen M/S Jeppe och M/S Pernille för det danska rederiet Sundsbusserne A/S.
Tidigare har fartyget trafikerat kring Trondheim i Norge mellan 1991 och 2015 och ankom Århus i Danmark 2 april 2016 för att sättas i trafik till Sælvig, Samsø fram till 2018.